# Hockey su slittino ai XII Giochi paralimpici invernali
Il torneo di hockey su slittino (ufficialmente, Para Ice Hockey) ai XII Giochi paralimpici invernali si è svolto dal 9 al 18 marzo 2018 al Centro hockey di Gangneung.
I campioni uscenti erano gli Stati Uniti, mentre i vice-campioni della Russia non hanno partecipato perché esclusi dalla competizione in seguito allo scandalo doping emerso dopo Soči 2014.
Il torneo è ufficialmente aperto a giocatori di entrambi i sessi, ma l'unica donna è stata la norvegese Lena Schroeder. La Schroeder è stata la seconda donna a prendere parte ad un torneo paralimpico di hockey su slittino: prima di lei, solo la connazionale Britt Mjaasund Oeyen aveva partecipato a Lillehammer 1994.

## Qualificazioni
| Modo di qualificazione    | Data              | Luogo                    | Numero di squadre qualificate | Squadre qualificate                |
| ------------------------- | ----------------- | ------------------------ | ----------------------------- | ---------------------------------- |
| Paese ospitante           | 6 luglio 2011     | Durban, Sudafrica        | 1                             | Corea del Sud                      |
| Campionato del mondo 2017 | 12-20 aprile 2017 | Gangneung, Corea del Sud | 4                             | Canada Stati Uniti Norvegia Italia |
| Torneo di qualificazione  | 9-14 ottobre 2017 | Östersund, Svezia        | 3                             | Rep. Ceca Giappone Svezia          |

## Calendario
| Hockey su slittino agli XI Giochi paralimpici invernali | Hockey su slittino agli XI Giochi paralimpici invernali | Hockey su slittino agli XI Giochi paralimpici invernali | Hockey su slittino agli XI Giochi paralimpici invernali | Hockey su slittino agli XI Giochi paralimpici invernali | Hockey su slittino agli XI Giochi paralimpici invernali | Hockey su slittino agli XI Giochi paralimpici invernali | Hockey su slittino agli XI Giochi paralimpici invernali | Hockey su slittino agli XI Giochi paralimpici invernali | Hockey su slittino agli XI Giochi paralimpici invernali | Hockey su slittino agli XI Giochi paralimpici invernali | Hockey su slittino agli XI Giochi paralimpici invernali |
| Marzo 2018                                              | 9                                                       | 10                                                      | 11                                                      | 12                                                      | 13                                                      | 14                                                      | 15                                                      | 16                                                      | 17                                                      | 18                                                      | Totale                                                  |
| ------------------------------------------------------- | ------------------------------------------------------- | ------------------------------------------------------- | ------------------------------------------------------- | ------------------------------------------------------- | ------------------------------------------------------- | ------------------------------------------------------- | ------------------------------------------------------- | ------------------------------------------------------- | ------------------------------------------------------- | ------------------------------------------------------- | ------------------------------------------------------- |
| Misto                                                   |                                                         | RR                                                      | RR                                                      | RR                                                      | RR                                                      | GC                                                      | SF                                                      | GC                                                      | B                                                       | F                                                       | 1                                                       |

| RR | Girone | GC | Girone 5º-8º posto | SF | Semifinali | B | Finale per il bronzo | F | Finale per l'oro |

## Torneo

### Gruppo A

#### Incontri
| Arbitro: | Kevin Webinger |

|  |                |  |
|  | Shootout 0 – 1 |  |

| Gangneung 10 marzo 2018, ore 19:00 KST | Canada            | 17 – 0 (7:0; 5:0; 5:0) referto referto 2 | Svezia | Centro hockey di Gangneung (5445 spett.)\| Arbitro: \| Kristijan Nikolic \| |
| Arbitro:                               | Kristijan Nikolic |                                          |        |                                                                             |

| Gangneung 11 marzo 2018, ore 19:00 KST | Canada           | 10 – 0 (3:0; 4:0; 3:0) referto referto 2 | Italia | Centro hockey di Gangneung (4795 spett.)\| Arbitro: \| Sotaro Yamaguchi \| |
| Arbitro:                               | Sotaro Yamaguchi |                                          |        |                                                                            |

| Gangneung 12 marzo 2018, ore 15:30 KST | Norvegia          | 0 – 8 (0:2; 0:3; 0:3) referto referto 2 | Canada | Centro hockey di Gangneung (5886 spett.)\| Arbitro: \| Kristijan Nikolic \| |
| Arbitro:                               | Kristijan Nikolic |                                         |        |                                                                             |

| Gangneung 12 marzo 2018, ore 19:00 KST | Italia           | 2 – 0 (1:0; 0:0; 1:0) referto referto 2 | Svezia | Centro hockey di Gangneung (4322 spett.)\| Arbitro: \| Sotaro Yamaguchi \| |
| Arbitro:                               | Sotaro Yamaguchi |                                         |        |                                                                            |

| Gangneung 13 marzo 2018, ore 15:30 KST | Norvegia         | 3 – 1 (1:0; 1:0; 1:1) referto referto 2 | Svezia | Centro hockey di Gangneung (6059 spett.)\| Arbitro: \| Sotaro Yamaguchi \| |
| Arbitro:                               | Sotaro Yamaguchi |                                         |        |                                                                            |

#### Classifica
| Nazione  | G | V | VOT | POT | P | GF | GS | DR  | Pt |
| -------- | - | - | --- | --- | - | -- | -- | --- | -- |
| Canada   | 3 | 3 | 0   | 0   | 0 | 35 | 0  | +35 | 9  |
| Italia   | 3 | 1 | 1   | 0   | 1 | 5  | 12 | -7  | 5  |
| Norvegia | 3 | 1 | 0   | 1   | 1 | 5  | 12 | -7  | 4  |
| Svezia   | 3 | 0 | 0   | 0   | 3 | 1  | 22 | -21 | 0  |

     Qualificate al girone per le medaglie
     Qualificate al girone per i piazzamenti

### Gruppo B

#### Incontri
| Gangneung 10 marzo 2018, ore 15:30 KST | Corea del Sud | 4 – 1 (0:0; 1:0; 3:1) referto referto 2 | Giappone | Centro hockey di Gangneung (6022 spett.)\| Arbitro: \| Owe Lutchke \| |
| Arbitro:                               | Owe Lutchke   |                                         |          |                                                                       |

| Gangneung 11 marzo 2018, ore 12:00 KST | Stati Uniti       | 10 – 0 (3:0; 6:0; 1:0) referto referto 2 | Giappone | Centro hockey di Gangneung (5435 spett.)\| Arbitro: \| Kristijan Nikolic \| |
| Arbitro:                               | Kristijan Nikolic |                                          |          |                                                                             |

| Gangneung 11 marzo 2018, ore 15:30 KST | Corea del Sud      | 3 – 2 (d.t.s.) (0:0; 1:0; 1:2; 1:0) referto referto 2 | Rep. Ceca | Centro hockey di Gangneung (5187 spett.)\| Arbitro: \| Johnathan Morrison \| |
| Arbitro:                               | Johnathan Morrison |                                                       |           |                                                                              |

| Gangneung 12 marzo 2018, ore 12:00 KST | Stati Uniti | 10 – 0 (3:0; 7:0; 0:0) referto referto 2 | Rep. Ceca | Centro hockey di Gangneung (5709 spett.)\| Arbitro: \| Owe Lutchke \| |
| Arbitro:                               | Owe Lutchke |                                          |           |                                                                       |

| Gangneung 13 marzo 2018, ore 12:00 KST | Corea del Sud  | 0 – 8 (0:6; 0:0; 0;2) referto referto 2 | Stati Uniti | Centro hockey di Gangneung (6588 spett.)\| Arbitro: \| Kevin Webinger \| |
| Arbitro:                               | Kevin Webinger |                                         |             |                                                                          |

| Gangneung 13 marzo 2018, ore 19:00 KST | Rep. Ceca          | 3 – 0 (0:0; 1:0; 2:0) referto referto 2 | Giappone | Centro hockey di Gangneung (4569 spett.)\| Arbitro: \| Johnathan Morrison \| |
| Arbitro:                               | Johnathan Morrison |                                         |          |                                                                              |

#### Classifica
| Nazione       | G | V | VOT | POT | P | GF | GS | DR  | Pt |
| ------------- | - | - | --- | --- | - | -- | -- | --- | -- |
| Stati Uniti   | 3 | 3 | 0   | 0   | 0 | 28 | 0  | +28 | 9  |
| Corea del Sud | 3 | 1 | 1   | 0   | 1 | 7  | 11 | -4  | 5  |
| Rep. Ceca     | 3 | 1 | 0   | 1   | 1 | 5  | 13 | -9  | 4  |
| Giappone      | 3 | 0 | 0   | 0   | 3 | 1  | 17 | -16 | 0  |

     Qualificate al girone per le medaglie
     Qualificate al girone per i piazzamenti

### Girone per i piazzamenti

#### Tabellone
|  | Piazzamenti 5º-8º posto | Piazzamenti 5º-8º posto | Piazzamenti 5º-8º posto |           |          | Finale quinto posto  | Finale quinto posto  | Finale quinto posto  |  |
|  |                         |                         |                         |           |          |                      |                      |                      |  |
|  | Norvegia                | Norvegia                | 6                       |           |          |                      |                      |                      |  |
|  | Norvegia                | Norvegia                | 6                       |           |          |                      |                      |                      |  |
|  | Giappone                | Giappone                | 1                       |           |          |                      |                      |                      |  |
|  | Giappone                | Giappone                | 1                       |           | Norvegia | Norvegia             | 5                    |                      |  |
|  |                         |                         |                         |           | Norvegia | Norvegia             | 5                    |                      |  |
|  |                         |                         | Rep. Ceca               | Rep. Ceca | 2        |                      |                      |                      |  |
|  | Rep. Ceca               | Rep. Ceca               | Rep. Ceca               | Rep. Ceca | 2        | 4                    |                      |                      |  |
|  | Rep. Ceca               | Rep. Ceca               |                         |           |          | 4                    |                      |                      |  |
|  | Svezia                  | Svezia                  | 3                       |           |          | Finale settimo posto | Finale settimo posto | Finale settimo posto |  |
|  | Svezia                  | Svezia                  | 3                       |           |          |                      |                      |                      |  |
|  |                         |                         |                         |           |          |                      |                      |                      |  |
|  |                         |                         |                         |           |          | Giappone             | Giappone             | 1                    |  |
|  |                         |                         |                         |           |          | Giappone             | Giappone             | 1                    |  |
|  |                         |                         |                         |           |          | Svezia               | Svezia               | 5                    |  |

#### Incontri

##### Piazzamenti 5º-8º posto
| Arbitro: | Owe Lutchke |

|  |                |  |
|  | Shootout 3 – 2 |  |

| Gangneung 14 marzo 2018, ore 20:00 KST | Norvegia           | 6 – 1 (2:0; 3:1; 1:0) referto | Giappone | Centro hockey di Gangneung (3919 spett.)\| Arbitro: \| Johnathan Morrison \| |
| Arbitro:                               | Johnathan Morrison |                               |          |                                                                              |

##### Finale 7º posto
| Gangneung 16 marzo 2018, ore 16:00 KST | Giappone    | 1 – 5 referto | Svezia | Centro hockey di Gangneung (5979 spett.)\| Arbitro: \| Owe Lutchke \| |
| Arbitro:                               | Owe Lutchke |               |        |                                                                       |

##### Finale 5º posto
| Gangneung 16 marzo 2018, ore 20:00 KST | Norvegia       | 5 – 2 (2:1; 1:0; 2:1) referto | Rep. Ceca | Centro hockey di Gangneung (4805 spett.)\| Arbitro: \| Kevin Webinger \| |
| Arbitro:                               | Kevin Webinger |                               |           |                                                                          |

### Girone per le medaglie

#### Tabellone
|  | Semifinali    | Semifinali    | Semifinali  |             |        | Finale          | Finale          | Finale          |  |
|  |               |               |             |             |        |                 |                 |                 |  |
|  | Canada        | Canada        | 7           |             |        |                 |                 |                 |  |
|  | Canada        | Canada        | 7           |             |        |                 |                 |                 |  |
|  | Corea del Sud | Corea del Sud | 0           |             |        |                 |                 |                 |  |
|  | Corea del Sud | Corea del Sud | 0           |             | Canada | Canada          | 1               |                 |  |
|  |               |               |             |             | Canada | Canada          | 1               |                 |  |
|  |               |               | Stati Uniti | Stati Uniti | 2      |                 |                 |                 |  |
|  | Stati Uniti   | Stati Uniti   | Stati Uniti | Stati Uniti | 2      | 10              |                 |                 |  |
|  | Stati Uniti   | Stati Uniti   |             |             |        | 10              |                 |                 |  |
|  | Italia        | Italia        | 1           |             |        | Finale 3º posto | Finale 3º posto | Finale 3º posto |  |
|  | Italia        | Italia        | 1           |             |        |                 |                 |                 |  |
|  |               |               |             |             |        |                 |                 |                 |  |
|  |               |               |             |             |        | Corea del Sud   | Corea del Sud   | 1               |  |
|  |               |               |             |             |        | Corea del Sud   | Corea del Sud   | 1               |  |
|  |               |               |             |             |        | Italia          | Italia          | 0               |  |

#### Incontri

##### Semifinali
| Gangneung 15 marzo 2018, ore 12:00 KST | Canada            | 7 – 0 (4:0; 1:0; 2:0) referto | Corea del Sud | Centro hockey di Gangneung\| Arbitro: \| Kristijan Nikolic \| |
| Arbitro:                               | Kristijan Nikolic |                               |               |                                                               |

| Gangneung 15 marzo 2018, ore 20:00 KST | Stati Uniti    | 10 – 1 (5:0; 3:0; 2:1) referto referto 2 | Italia | Centro hockey di Gangneung (4889 spett.)\| Arbitro: \| Kevin Webinger \| |
| Arbitro:                               | Kevin Webinger |                                          |        |                                                                          |

##### Finale 3º posto
| Gangneung 17 marzo 2018, ore 12:00 KST | Corea del Sud      | 1 – 0 (0:0; 0:0; 1:0) referto | Italia | Centro hockey di Gangneung (6534 spett.)\| Arbitro: \| Johnathan Morrison \| |
| Arbitro:                               | Johnathan Morrison |                               |        |                                                                              |

##### Finale
| Gangneung 18 marzo 2018, ore 12:00 KST | Canada            | 1 – 2 (d.t.s.) (1:0; 0:0; 0:1; 0:1) referto | Stati Uniti | Centro hockey di Gangneung (6069 spett.)\| Arbitro: \| Kristijan Nikolic \| |
| Arbitro:                               | Kristijan Nikolic |                                             |             |                                                                             |

## Classifica finale
| Posizione | Nazione       |
| --------- | ------------- |
| 1         | Stati Uniti   |
| 2         | Canada        |
| 3         | Corea del Sud |
| 4         | Italia        |
| 5         | Norvegia      |
| 6         | Rep. Ceca     |
| 7         | Svezia        |
| 8         | Giappone      |

## Medagliere
| Posizione | Paese         |   |   |   | Totale |
| --------- | ------------- | - | - | - | ------ |
| 1         | Stati Uniti   | 1 | 0 | 0 | 1      |
| 2         | Canada        | 0 | 1 | 0 | 1      |
| 3         | Corea del Sud | 0 | 0 | 1 | 1      |
| Totale    | Totale        | 1 | 1 | 1 | 3      |